# 517104 Redinger
517104 Redinger este o planetă minoră (asteroid) din centura de asteroizi. A fost descoperită pe 8 martie 2013 la Haleakalā Observatory⁠(d) de Pan-STARRS1⁠(d). 
Obiectul prezintă o orbită caracterizată de o semiaxă mare de 2,7752757535991 UAi, o excentricitate de 0,039191111511866, o înclinație de 3,8011203723174 ° în raport cu ecliptica.